# Barbara Lett-Simmons
Barbara Lett-Simmons, född 4 juni 1927 i Battle Creek i Michigan, död 22 december 2012, var en amerikansk politiker.
Som medlem av elektorskollegiet vägrade hon rösta i presidentvalet 2000. Se vidare under Trolös elektor.
Hon var gift med Samuel J. Simmons. De hade två söner.